# Verlagsbeilage
Verlagsbeilagen sind separate Blätter einer Zeitung, die nicht zum redaktionellen Bestandteil gehören.

## Hintergrund
Um die Unabhängigkeit journalistischer Berichterstattung zu gewährleisten, ist bei Printmedien die Redaktion vom Verlag getrennt. Die Redaktion ist für die inhaltlichen Beiträge verantwortlich, während der Verlag für Vermarktung und wirtschaftliche Belange zuständig ist. Der Begriff „Verlagsbeilage“ ist sogesehen ein Euphemismus für „Werbebeilage“.